# Bryan Cartledge
Sir Bryan George Cartledge, GCMG (* 10. Juni 1931) ist ein ehemaliger britischer Diplomat und Regierungsbeamter, der unter anderem zwischen 1980 und 1983 Botschafter in Ungarn sowie zuletzt zwischen 1985 und 1988 Botschafter in der Sowjetunion war. Darüber hinaus war er von 1988 und 1996 Leiter (Principal) des Linacre College der University of Oxford.

## Leben
Bryan George Cartledge absolvierte nach dem Besuch des Hurstpierpoint College ein Studium am St John’s College der University of Cambridge und war danach als Forschungswissenschaftler am St Antony’s College der University of Oxford und der Hoover Institution der Stanford University tätig. Daraufhin trat er in den diplomatischen Dienst (Her Majesty’s Diplomatic Service) ein und fand in den folgenden Jahren zahlreiche Verwendungen an Auslandsvertretungen sowie im Außenministerium. Nachdem er von 1972 bis 1975 Botschaftsrat und Kanzler der Botschaft in der Sowjetunion war, übernahm er im Ministerium für Auswärtiges und Angelegenheiten des Commonwealth of Nations FCO zwischen 1975 und 1977 den Posten als Leiter des Referats Osteuropa und Sowjetunion (Head of East European and Soviet Department, Foreign and Commonwealth Office). Im Anschluss fungierte er von 1977 bis 1979 als Privatsekretär für Auswärtige Angelegenheiten von Premierminister James Callaghan und wurde für seine Verdienste 1980 zum Companion des Order of St Michael and St George (CMG) ernannt.
1980 wurde Cartledge zum Botschafter in der Volksrepublik Ungarn und übergab dort als Nachfolger von Sir Richard Parsons seine Akkreditierung übergab. 1983 kehrte er ins Ministerium für Auswärtiges und Angelegenheiten des Commonwealth zurück und war bis 1984 Leiter der Abteilung Verteidigung (Assistant Under-Secretary for Foreign and Commonwealth Affairs (Defence)) Daraufhin wurde er 1984 ins Kabinettamt abgeordnet und fungierte in diesem bis 1985 als stellvertretender Sekretär für Überseeangelegenheiten und Verteidigung (Deputy Secrretary (Overseas and Defence), Cabinet Office). Für seine Verdienste wurde er im Rahmen der sogenannten „Birthday Honours“ am 15. Juni 1985 als Knight Commander des Order of St Michael and St George (KCMG) geadelt, so dass er fortan das Prädikat „Sir“ führte. Zuletzt wurde er 1985 zum Botschafter in der Sowjetunion ernannt und übergab dort seine Akkreditierung als Nachfolger von Sir Iain Sutherland. Auf diesem diplomatischen Posten verblieb er bis zu seinem Eintritt in den Ruhestand 1988 und wurde im Anschluss von Sir Rodric Braithwaite abgelöst.
Nach seinem Eintritt in den Ruhestand wurde Sir Bryan Cartledge 1988 Nachfolger von John Bamborough als Leiter (Principal) des Linacre College der University of Oxford. Er hatte dieses Amt bis 1996 inne und wurde daraufhin von Paul Slack abgelöst, woraufhin er 1996 zum Honorary Fellow ernannt wurde.

## Veröffentlichungen
- Soviet Union. The challenge of change, Longman, Harlow 1989
- Monitoring the environment, Oxford University Press, Oxford 1992
- Energy and the environment, Oxford University Press, Oxford 1993
- Population and the environment, Oxford University Press, Oxford 1995
- Mind, brain, and the environment, Oxford University Press, Oxford 1998
- The will to survive. A history of Hungary, Timewell Press, Tiverton 2006
- Mihály Károlyi & István Bethlen. Peace conferences of 1919–23 and their aftermath, 2009